# 5-я гимназия (Одесса)
Пя́тая Оде́сская гимна́зия — среднее учебное заведение в Российской империи, располагавшееся в Одессе, открытое 3 июля 1874 года.

## История
5-я Одесская гимназия была открыта 3 июля 1874 года и имела 8 основных и 1 подготовительный класс, на 1914 год в гимназии обучалось 334 гимназиста.
Здание гимназии было построено в 1898 году для 2-й одесской прогимназии по проекту архитекторов Николая Константиновича Толвинского и Демосфена Егоровича Мазирова. В следующем году прогимназия была преобразована в гимназию. До переезда в это здание 5-я гимназия располагалась на Пушкинской улице, 18. С 1908 по 1909 годы в 5-й гимназии была устроена Алексеевская домовая церковь. В 1909 году священником её был Гаврил Платонович Шиманский .
По воспоминанием Валентина Катаева который учился в гимназии с 1905 по 1914 гг., но не окончил её:

Гимназия наша до сих пор считалась далеко не из лучших; она помещалась на бедной Новорыбной улице и частью окон выходила на Куликово поле и на вокзал, и в ней получали образование главным образом дети железнодорожников — конторских служащих, иногда даже обер-кондукторов или контролёров, что у некоторых вызывало презрительную улыбку и пожимание плечами— Валентин Катаев
23 февраля 1918 года на базе гимназии был открыт Одесский сельскохозяйственный институт.

## Директора
На 1914 г.
ДСС Феодосий Алексеевич Владычин (директор с 1883 г.)

## Преподаватели
- Полковник Владимир Викторович Цытович  (преподаватель гимнастики)
- ДСС  Василий Васильевич Овсянников (преподаватель законов)
- СС Виктор Юрьевич Кинги (преподаватель русского языка)
- СС Яков Михайлович Лисовский (преподаватель математики)
- СС Роланд Христианович Бауман (преподаватель французского языка)
- КС Игорь Владимирович Балабуха (преподаватель математики)
- КС Владимир Степанович Фоменко (преподаватель древних языков)
- КС Борис Тимофеевич Акацатов (преподаватель физики и географии)
- КС Алексей Николаевич Лагутинский (преподаватель истории)

## Известные ученики
- Ваксман, Зельман Абрахам (1888—1973), Лауреат Нобелевской премии 1952 года в области физиологии и медицины, командор ордена Почётного легиона Французской республики[4]
- Владимир Евгеньевич Жаботинский[5]
- Борис Степанович Житков
- Илья Арнольдович Ильф
- Валентин Петрович Катаев (1905—1914, не окончил)[6]
- Евгений Петрович Катаев (1911—1919)[6]
- Лев Рудольфович Коган (1903, с отличием)[7]
- Александр Владимирович Козачинский (1911—1917, не окончил)[8]
- Сергей Константинович Панкеев (1898—1905, окончил с отличием)
- Стойко, Николай Михайлович (1903—1912)[9]
- Корней Иванович Чуковский (с 1899, не окончил)[10]